# Dinapate hughleechi
Dinapate hughleechi är en skalbaggsart som beskrevs av Cooper 1986. Dinapate hughleechi ingår i släktet Dinapate och familjen kapuschongbaggar. Inga underarter finns listade i Catalogue of Life.